# Chè mai
Chè mai hay sơn trà, sở (danh pháp hai phần: Camellia sasanqua) là một loài thực vật thuộc chi Chè. Loài này có nguồn gốc từ rừng thường xanh ven biển miền nam Nhật Bản Shikoku, Kyushu và các đảo nhỏ khác ở xa phía nam như Okinawa. Nó thường được tìm thấy ở độ cao lên đến 900 mét. Chè mai là một cây bụi thường xanh cao 5 m. Lá cây rộng, hình elip, dài 3–7 cm và rộng 1,2–3 cm, với mép có răng cưa mịn. Những bông hoa có đường kính 5–7 cm, với 5-8 cánh hoa có màu từ hồng nhạt đến hồng đậm.